# Medicamento órfão
O medicamento órfão é um status dado a medicamentos que tratam doenças raras por um órgão regulatório de saúde oficial do país. Para o FDA é considerado medicamento órfão aqueles que tratam de doenças que atingem menos de 200 000 americanos. Para a União Europeia este tipo de medicamento são aqueles que atingem não mais do que 5 em cada 10 000 pessoas e as doenças tratadas com eles sejam crônicas debilitantes ou coloquem a vida em risco. No Brasil, a Agência Nacional de Vigilância Sanitária (Anvisa) considera órfãos os medicamentos que tratam doenças com incidência menor que 5 a cada 10 000 pessoas.